# Carros de foc (travessa)

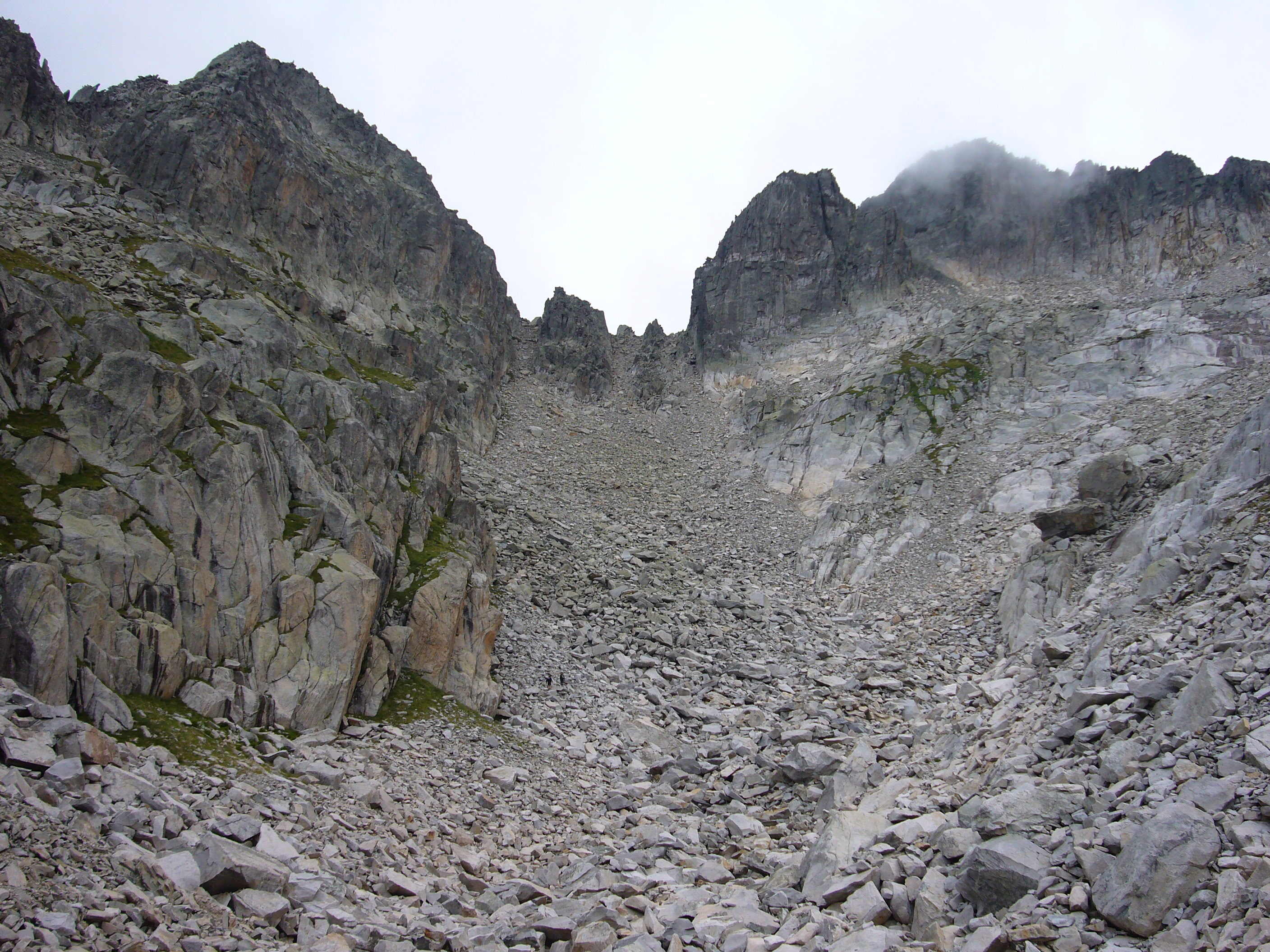
El collet de Contraix, el punt més elevat de la ruta

Carros de foc és una ruta de muntanya de 55 km. i 9200 m de desnivell acumulat. El recorregut uneix nou refugis del Parc Nacional d'Aigüestortes i Estany de Sant Maurici, situats a les comarques del Pallars Sobirà, la Val d'Aran, l'Alta Ribagorça i el Pallars Jussà.

## Història
La ruta va néixer amb les trobades de cortesia que es feien els guardes dels refugis entre ells. Llavors avisaven que avui havien passat els 'Carros de foc'. No va ser fins a l'any 2000 que es va institucionalitzar, i el 2003 el diari The New York Times va fer un reportatge sobre aquesta travessa pirenaica que la va fer internacionalment coneguda. El 31 de juliol de 2011, Arnau Julià esdevingué el primer i únic corredor, en realitzar dues voltes a Carros de Foc en menys d'un dia, aconseguint-ho en un temps de 23 hores, 59 minuts i 40 segons.

## La Travessa
- Terreny. La travessa discorre completament per un terreny d'alta muntanya, on els blocs de granit, tarteres i camins es barregen en un recorregut que salva un desnivell acumulat de 9.200 m. i 55 km. de distància.
- Alçada. Els refugis es troben a una alçada entre els 1.900 m. i 2.400 m. L'alçada mitjana de la travessa és de 2.400 m. i el punt més elevat és el Collet de Contraix de 2.745 m.
- Seguretat. Tots els refugis estan connectats per ràdio i aquests en si mateix amb els Pompièrs de la Val d'Aran.

## Reglament
- Modalitat Open. Es pot començar en qualsevol refugi, sentit i dies. La travessa es pot acabar en el temps que es desitgi, tot i que normalment es fa de 4 a 6 dies.
- Modalitat Sky Runner. Es pot començar en qualsevol refugi i sentit. Per ser un 'Sky Runner' s'ha d'acabar la travessa en menys de 24 h. Es fa en unes dates concretes. El recòrd és de 9h 22min fet per Andreu Simon Aymerich, corredor amb diabetis tipus 1 el dia 30 de juliol de 2020.
- Forfait. És un petit full on s'han de segellar els segells dels refugis de pas. S'han de segellar tots en menys de 24 h per ser un 'Sky Runner' i en més de 24h per comprovar que s'ha completat tota la travessia.

## Colls i muntanyes
- Els colls més durs són: Contraix, Monestero i Dellui.
- Les muntanyes més significatives són: Els Encantats, Pic de Peguera, Pic de Subenuix i Punta Alta de Comalesbienes.

## Refugis
Els nou refugis són:
- Refugi de la Restanca, (2.010 m.), Vall d'Arties
- Refugi Joan Ventosa i Calvell, (2.220 m.), Vall de Boí
- Refugi d'Estany Llong, (2.000 m.), Aigüestortes
- Refugi de Colomina, (2.395 m.), Vall Fosca
- Refugi Josep M. Blanc, (2.310 m.), Vall d'Espot
- Refugi Ernest Mallafré, (1.885 m.), Sant Maurici
- Refugi d'Amitges, (2.310 m.), Sant Maurici-Ratera
- Refugi de Saboredo, (2.310 m.), Tredòs-Salardú
- Refugi de Colomers, (2.100 m.), Circ de Colomèrs